# Paredes Lumberjacks 2019
Questa voce raccoglie le informazioni riguardanti i Paredes Lumberjacks nelle competizioni ufficiali della stagione 2019.

## X Liga Portuguesa de Futebol Americano

### Stagione regolare
| 3 febbraio 2019 | Lisboa Devils | 53 – 14 | Paredes Lumberjacks |  |

| Paredes 3 marzo 2019 | Paredes Lumberjacks | 16 – 6 | Braga Warriors |  |

| 17 marzo 2019 | Paredes Lumberjacks | 12 – 25 | Porto Mutts |  |

| 31 marzo 2019 | Algarve Sharks | 10 – 28 | Paredes Lumberjacks |  |

| 14 aprile 2019 | Lisboa Navigators | 27 – 27 | Paredes Lumberjacks |  |

| 28 aprile 2019, ore 15:00 | Paredes Lumberjacks | 0 – 34 | Cascais Crusaders |  |

## II Torneio Fundadores
| 17 novembre 2019, ore 15:00 | Lisboa Devils | 42 – 0 | Paredes Lumberjacks |  |

## Statistiche di squadra
| Competizione | %Vittorie | In casa | In casa | In casa | In casa | In casa | In casa | In trasferta | In trasferta | In trasferta | In trasferta | In trasferta | In trasferta | Totale | Totale | Totale | Totale | Totale | Totale |
| Competizione | %Vittorie | G       | V       | N       | P       | Pf      | Ps      | G            | V            | N            | P            | Pf           | Ps           | G      | V      | N      | P      | Pf     | Ps     |
| ------------ | --------- | ------- | ------- | ------- | ------- | ------- | ------- | ------------ | ------------ | ------------ | ------------ | ------------ | ------------ | ------ | ------ | ------ | ------ | ------ | ------ |
| Campionato   | .417      | 3       | 1       | 0       | 2       | 28      | 65      | 3            | 1            | 1            | 1            | 69           | 90           | 6      | 2      | 1      | 3      | 97     | 155    |
| Coppa        | .000      | 0       | 0       | 0       | 0       | 0       | 0       | 1            | 0            | 0            | 1            | 0            | 42           | 1      | 0      | 0      | 1      | 0      | 42     |
| Totale       | .357      | 3       | 1       | 0       | 2       | 28      | 65      | 4            | 1            | 1            | 2            | 69           | 132          | 7      | 2      | 1      | 4      | 97     | 197    |